# Semiothisa hypaethrata
Semiothisa hypaethrata är en fjärilsart som beskrevs av Augustus Radcliffe Grote 1881. Semiothisa hypaethrata ingår i släktet Semiothisa och familjen mätare. Inga underarter finns listade i Catalogue of Life.